# Hiéroglyphe égyptien L7
Pour les articles homonymes, voir Scorpion (homonymie).
Le hiéroglyphe égyptien L7 (scorpion) est classifié dans la section L «  Invertébrés et petits animaux » de la liste de Gardiner ; il y est noté L7.

## Représentation
Il représente un scorpion mutilé pour des raisons de superstition. Il est translittéré Srḳt.

## Utilisation
C'est un idéogramme du terme Srḳt « Serket ».